# Clearbrook (New Jersey)
Pour les articles homonymes, voir Clearbrook.
Clearbrook est une communauté non incorporée et une census-designated place du comté de Middlesex, dans l'État du New Jersey, aux États-Unis. En 2020, elle compte une population de 2 909 habitants.